# 維恩的工人
《维也纳的工人》（德語：Die Arbeiter von Wien），也称《维也纳工人歌》《维也纳工人曲》是一首奧地利歌曲，寫於1927年的七月起義期間。它由散文家兼詩人弗里茨·布吕格尔作词，塞缪尔·波克拉斯（Samuel Pokrass）為其選擇了配曲（即《紅軍最強大》的曲調）。
這首歌在1929在維也納的第二届国际工人青年日上首次演出。在奥地利社会主义者于1934年奧地利內戰期间反对恩格爾伯特·陶爾斐斯政权的运动中廣泛传播，这个德语版本后来被译为土耳其语，歌名为《Avusturya İşçi Marşı》（奥地利工人进行曲）。

## 歌词
| | | |
| 德语 | 钱仁康译本 | 另一个翻译版本 |
| -{ 1 Wir sind das Bauvolk der kommenden Welt, Wir sind der Sämann, die Saat und das Feld. Wir sind die Schnitter der kommenden Mahd, Wir sind die Zukunft und wir sind die Tat. 副歌 So flieg’, du flammende, du rote Fahne, Voran dem Wege, den wir ziehn. Wir sind der Zukunft getreue Kämpfer. Wir sind die Arbeiter von Wien. So flieg’, du flammende, du rote Fahne, Voran dem Wege, den wir ziehn. Wir sind der Zukunft getreue Kämpfer. Wir sind die Arbeiter von Wien. 2 Herrn der Fabriken, ihr Herren der Welt, Endlich wird eure Herrschaft gefällt. Wir, die Armee, die die Zukunft erschafft, Sprengen der Fesseln engende Haft. 副歌 3 Wie auch die Lüge uns schmähend umkreist, Alles besiegend erhebt sich der Geist. Kerker und Eisen zerbricht seine Macht, Wenn wir uns ordnen zur letzten Schlacht. 副歌 }- | 我們是新世界的建設者， 我們是種子和播種的人， 我們是新園地的刈草者， 我們是未來，是真正的人。 副歌 燃燒吧火焰，飄揚吧紅旗。 引導著我們前進！ 我們是未來忠誠的戰士, 我們是維也納工人. 燃燒吧火焰，飄揚吧紅旗。 引導著我們前進！ 我們是未來忠誠的戰士, 我們是維也納工人. 工廠的老闆，世界的霸主， 你們的統治，終究要完蛋。 我們創造未來的戰士， 要把束縛我們的鐐銬掙斷。 副歌 儘管謊言包圍著我們， 真理會戰勝一切放光明。 牢獄和鎖鏈將無能為力， 當我們起來做最後鬥爭。 副歌 | 我們是將來世界的建設者， 我們是種子農田的播種者， 我們是將來作物的收割者， 我們是行動，我們是未來。 副歌 飛翔吧紅旗，就如熊熊烈火。 點燃在我們道路上 我們是未來的忠誠戰士, 我們是維恩的工人. 飛翔吧紅旗，就如熊熊烈火。 點燃在我們道路上 我們是未來的忠誠戰士, 我們是維恩的工人. 工廠的主人，世界之主阿， 你的統治即將結束！ 我們建造未來的軍隊， 要摧毀監獄以及鐐銬。 副歌 即便謊言圍繞著我們旋轉， 信念以及精神將克服一切。 囚犯們會打破枷鎖和鐵牢， 當我們準備好最後一戰。 副歌 |

## 相關書籍
- Karl Adamek: LiederBilderLeseBuch. Elefanten Press, Berlin 1981. ISBN 3-88520-049-X

## 網頁連結
- 德語歌詞 （页面存档备份，存于）